# 名川町
名川町（ながわまち）は、青森県三戸郡内の中央南部に位置していた町である。2006年1月1日に南部町・福地村と合併し、新しい南部町が誕生したため廃止した。

## 地理
町の大部分が平坦な地形であり、馬渕川沿いの平坦地に多くの住民が居住している。西南部には町のシンボルである名久井岳がそびえる。
気候は青森県内では比較的温暖であり、冬季間の積雪量も多いときにて30cm程度と少雪である。

## 歴史
- 1889年（明治22年）4月1日：町村制施行。
  - 上名久井村、下名久井村、平村、高瀬村、法光寺村、鳥舌内村、鳥谷村が合併し、名久井村となる。
  - 釼吉村、虎渡村、斗賀村が合併し、北川村となる。
- 1955年（昭和30年）7月29日：名久井村と北川村が合併し名川町となる。
- 2005年（平成17年）3月17日：南部町、福地村と2006年1月1日に新設合併することを青森県知事に申請、新町名は南部町。
- 2006年（平成18年）1月1日：南部町、福地村と合併し廃止。新しく誕生した南部町の一部となる。

## 行政
- 町長：工藤祐直
- 町議会：議員定数18名（共産党1名、無所属17名）

## 産業
町の基幹産業は農業である。サクランボは青森県内でも一番の生産高を誇り主要産物と位置付けられている。サクランボを中心とした町作りが行われている。
- 農業
  - 主要産物：サクランボ、リンゴなどの果樹栽培を中心としている。

## 地域
- 所轄警察署
  - 三戸警察署管内
    - 名川駐在所
    - 剣吉駐在所
- 所轄消防署
  - 八戸地域広域市町村圏事務組合三戸消防署名川分署
- 所轄郵便局
  - 名川郵便局
  - 上名久井郵便局

### 教育
- 青森県立名久井農業高等学校
- 名川町立名川中学校
- 名川町立剣吉小学校
- 名川町立鳥舌内小学校
- 名川町立鳥谷小学校
- 名川町立名久井小学校

※以下は廃校。
- 名川町立森越小学校（1958年・剣吉小学校へ統合）
- 名川町立法光寺小学校（1975年・名久井小学校へ統合）
- 名川町立横沢小学校（同上）

### 金融機関
- 青森銀行剣吉支店
- 青森県信用組合名川支店

## 交通

### 鉄道
- 青い森鉄道
  - 青い森鉄道線：剣吉駅

### 路線バス
- 南部バス
- ながわ里バス

### 道路
- 一般国道
  - 国道4号
  - 国道104号
- 県道
  - 主要地方道
    - 岩手県道・青森県道33号軽米名川線
    - 青森県道42号名川階上線

  - 一般県道
    - 青森県道155号剣吉停車場線
    - 青森県道224号高瀬諏訪平停車場線
    - 青森県道227号名久井岳公園線

## 名所・旧跡・観光スポット・祭事・催事

### 旧跡
- 白華山法光寺 - 執権北条時頼により弘安2年（1279年）開基

### 観光スポット
- 名川チェリーセンター
- ドライフラワーセンター
- そばの里けやぐ

## 出身有名人
- 根市寛貴（プロ野球選手）：巨人 - 近鉄 - 楽天